# Limnophora trapezigera
Limnophora trapezigera är en tvåvingeart som beskrevs av Willi Hennig 1952. Limnophora trapezigera ingår i släktet Limnophora och familjen husflugor. Inga underarter finns listade i Catalogue of Life.